# Norma González
Norma González, född 11 augusti 1982, är en friidrottare från Colombia. Hon deltog vid olympiska sommarspelen 2000, olympiska sommarspelen 2004 och olympiska sommarspelen 2012.